# Districtul Settara
Settara este un district din provincia Jijel, Algeria.